# Ashleigh Ma Ying Wen
Ashleigh Ma Ying Wen (* 20. Januar 2003) ist eine Leichtathletin aus Hongkong, die sich auf den Sprint und Hürdenlauf spezialisiert hat. Aktuell ist sie Inhaberin des Landesrekordes im 400-Meter-Hürdenlauf.

## Sportliche Laufbahn
Erste internationale Erfahrungen sammelte Ashleigh Ma Ying Wen im Jahr 2019, als sie bei den Jugendasienmeisterschaften in Hongkong in 15,44 s den achten Platz im 100-Meter-Hürdenlauf belegte und über 400 m Hürden mit 64,15 s auf Rang fünf gelangte. Zudem wurde sie mit der Hongkonger Sprintstaffel (1000 Meter) in 2:14,03 min Vierte. 2023 belegte sie bei den Asienmeisterschaften in Bangkok in 62,17 s den siebten Platz im 400-Meter-Hürdenlauf und gelangte mit der Hongkonger 4-mal-400-Meter-Staffel mit 3:46,87 min auf Rang sechs. Anschließend schied sie bei den World University Games in Chengdu mit 61,77 s im Vorlauf über 400 m Hürden aus. 2025 verpasste sie bei den Asienmeisterschaften in Gumi mit 61,78 s den Finaleinzug.
In den Jahren von 2022 bis 2025 wurde Ma Hongkonger Meisterin im 400-Meter-Hürdenlauf sowie 2022 auch über 400 Meter.

## Persönliche Bestleistungen
- 400 Meter: 56,26 s, 2. November 2024 in Hongkong
- 400 m Hürden: 60,83 s, 11. Mai 2025 in Hongkong (Hongkonger Rekord)